# یوهان مگنین
یوهان مگنین (انگلیسی: Yohann Magnin؛ زادهٔ ۲۱ ژوئن ۱۹۹۷) بازیکن فوتبال است.
از باشگاه‌هایی که در آن بازی کرده‌است می‌توان به باشگاه فوتبال کلرمون فوت اشاره کرد.